# Sint-Michaëlkerk (Basbellain)

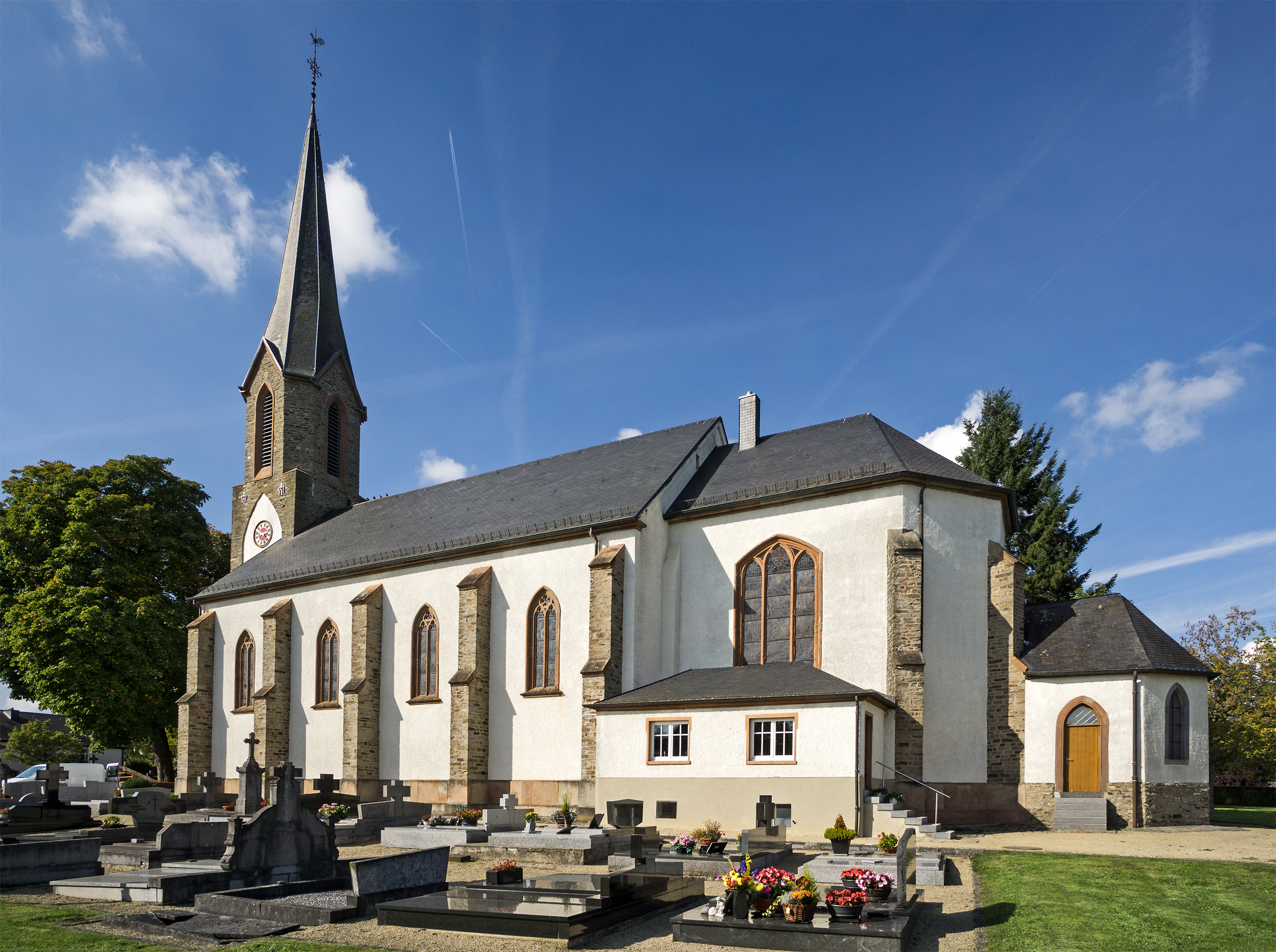
Sint-Michaëlkerk

De Sint-Michaëlkerk is een kerkgebouw in Basbellain in de gemeente Troisvierges in Luxemburg. Rond de kerk ligt het kerkhof.
De kerk is gewijd aan Sint-Michaël.

## Geschiedenis
In 1870 werd de oude kerk afgebroken en in datzelfde jaar werd een nieuw kerkgebouw gebouwd naar het ontwerp van architect Antoine Hartmann.
Sinds 31 mei 1991 is het kerkgebouw beschermd als monument.

## Opbouw
Het witte georiënteerde kerkgebouw is in neogotische stijl opgetrokken en bestaat uit een westtoren, schip met vier traveeën en een koormet een travee en driezijdige koorsluiting. De toren heeft een vierkant grondplan die boven de nok van het schip overgaat in een achtvormig grondplan en getopt door een achtkantige spits tussen vier topgevels. Het kerkgebouw is witgeschilderd, behalve de steunberen van het schip en koor en de hoeken en bovenste deel van de toren. Het schip wordt gedekt door een zadeldak, evenals het koor onder een lager gelegen zadeldak.